# Carcellia caspica
Carcellia caspica är en tvåvingeart som först beskrevs av Baranov 1934.  Carcellia caspica ingår i släktet Carcellia och familjen parasitflugor. Inga underarter finns listade i Catalogue of Life.